# 中华人民共和国第十三届运动会国际跳棋比赛
中华人民共和国第十三届运动会国际跳棋比赛于2017年7月15日在天津结束。

## 奖牌榜
| 項目          | 金牌                                  | 银牌                              | 铜牌                                      |
| 100格男子组   | 四川队 周伟                           | 山东队 王晨帆                     | 山东队 王亨鑫                             |
| 100格女子组   | 湖北队 赵汗青                         | 内蒙古队 塞娅                     | 上海队 张悠                               |
| 100格团体排名 | 山东队 （王晨帆，王亨鑫，徐小雅）     | 湖北队 （高文龙，泮忆铭，赵汗青） | 内蒙古吉林四川联队 （周伟，邱浩纯，塞娅） |
| 64格男子组    | 吉林队 尹东恒                         | 湖北队 刘金鑫                     | 湖北队 周浩                               |
| 64格女子组    | 上海队 刘沛                           | 湖北队 管逸飏                     | 内蒙古 阿拉腾花                           |
| 64格团体排名  | 吉林上海联队 （尹东恒、阮玮毅、刘沛） | 湖北队 （刘金鑫、周浩、管逸飏）   | 山西队 （江洋、王建斌、张志慧）           |